# Ріхард Шаке
Ріхард Шаке (нім. Richard Schacke; 15 вересня 1879, Ландау — 29 вересня 1943, Нюрнберг) — німецький офіцер, генерал-майор вермахту.

## Біографія
Син залізничника. 15 липня 1898 року вступив в Баварську армію. Учасник Першої світової війни. Після демобілізації армії залишений в рейхсвері. 31 січня 1924 року звільнений у відставку, проте наступного дня повернувся на службу як цивільний службовець 2-ї лінійної комендатури в Нюрнберзі. З 1 лютого 1927 року — офіцер земельної оборони, служив в гарнізоні Нюрнберга-Фюрта. З 15 травня 1934 року — офіцер служби комплектування, служив у вербувальній службі в Нюрнберзі. Навесні 1935 року переведений в командування військового району Нюрнберга, в жовтні 1936 року — в щойно створену інспекцію поповнення в Нюрнберзі. 1 березня 1943 року зарахований на дійсну службу. 30 квітня 1943 року звільнений у відставку.

## Нагороди
- Медаль принца-регента Луїтпольда
- Залізний хрест 2-го і 1-го класу
- Орден «За військові заслуги» (Баварія) 4-го класу з короною і мечами
- Хрест «За вислугу років» (Баварія) 2-го класу
- Нагрудний знак «За поранення» в чорному
- Почесний хрест ветерана війни з мечами
- Медаль «За вислугу років у Вермахті» 4-го, 3-го, 2-го, 1-го і особливого класу (40 років)
- Хрест Воєнних заслуг 2-го і 1-го класу з мечами